# Scufundare liberă

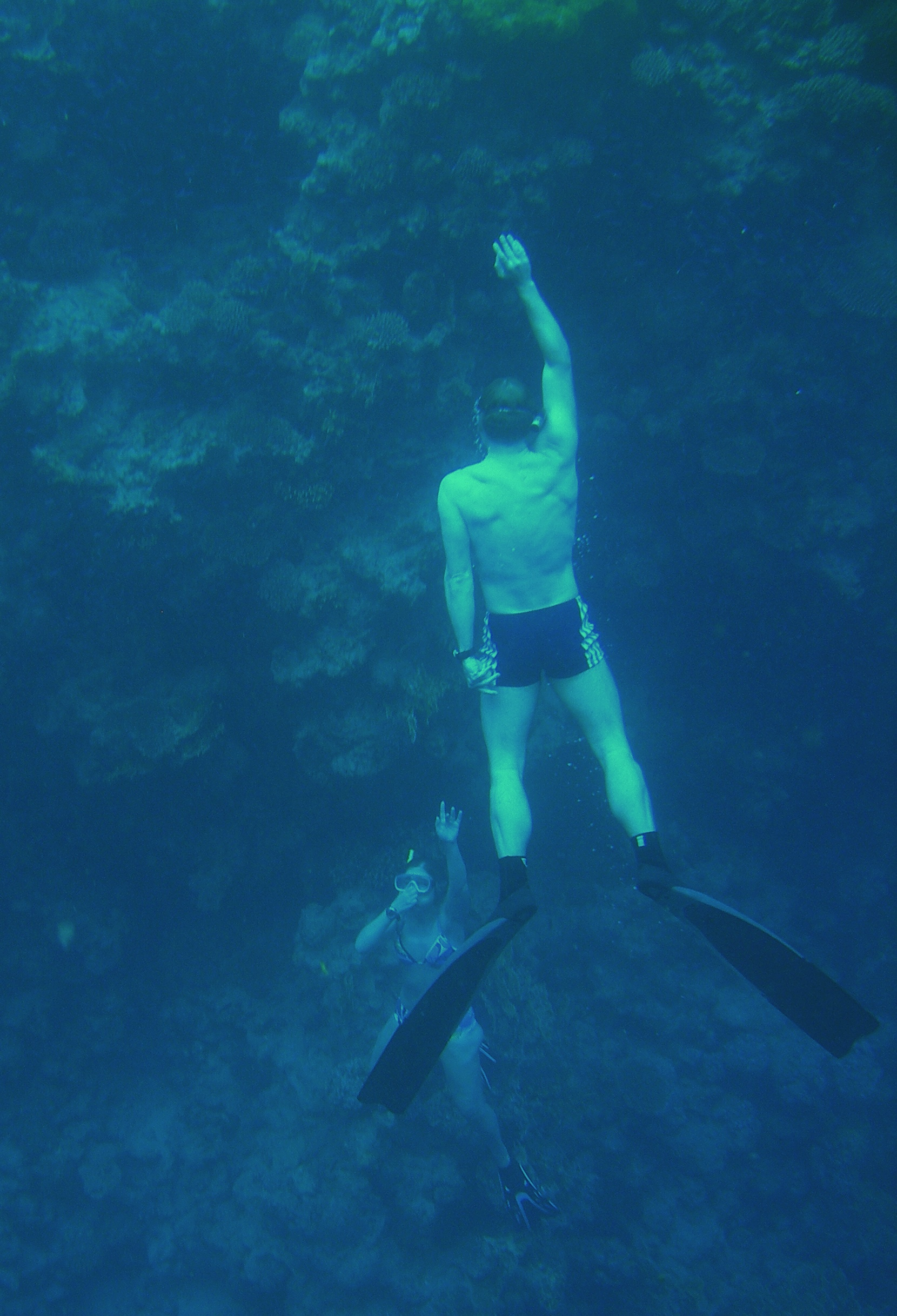
Scufundători în scufundare liberă (în apnee)

Scufundarea liberă sau în apnee, este efectuată prin ținerea respirației fără un aparat autonom de respirat sub apă, reprezintă cea mai veche modalitate de scufundare. Cuvântul apnee provine din limba greacă - apneiu (a = fără, pneiu = a respira).
În antichitate apar primele mărturii ale scufundătorilor de perle și bureți:
- în urmă cu 6000 de ani, scufundătorii babilonieni furnizau meșterilor artizani sideful pentru frizele ornamentale
- sec.V î.Hr.: Scyllos din Sion și fiica sa Cyana se scufundã pentru a tãia ancorele navelor regelui Persiei, Xerxe
- 415 î.Hr.: scufundãtorii greci atacã sub apã și distrug barajele submarine la Siracuza
- sec.IV î.Hr.: scrierile lui Aristotel Istoria animalelor, Oppian Haleuticele, Eschil Rugătoarele și Pliniu Istoria naturală cuprind referiri la viața și munca pescuitorilor de bureți de mare. În opinia acestora,"...ei sunt cei care au pătruns pentru întâia oară în chip sistematic în elementul neprimitor al apei".
- secolul VI d.Hr. se fac primele referiri despre ama, pescuitoarele de perle din Japonia și Hae-Nyo din Coreea
- 168 î.Hr.: Titus Livius relatează despre scufundătorii care au adus la suprafață comorile aruncate în mare de Perseus, ultimul rege al Macedoniei

Pescuitorii de perle și de mărgean din antichitate își puneau bucăți de bureți îmbibați cu ulei peste urechi, clești pentru strîngerea nărilor confecționați din carapace de broască țestoasă și se scufundau legați cu o parâmă cu greutate.

În perioadele care au urmat, scufundarea liberă a continuat să fie practicată atât pentru recoltarea de bureți, mărgean și perle, cât și în scopuri militare.

 În anul 1913 este semnalată prima înregistrare oficială a unei scufundări libere realizată de către Georgios Statti Hagge, un pescuitor de bureți grec. Acesta s-a scufundat la adâncimea de 76 m pentru a recupera ancora cuirasatului Regina Margherita lângă insula Karpathos, în Grecia.
Funcție de capacitatea pulmonară, antrenament, vârstă, adâncimea maximă a scufundării în apnee poate fi destul de mare.

Scufundarea liberă a căpătat în ultimul timp o amploare fără precedent, datorită în primul rând dezvoltării impetuoase a echipamentului de scufundare specific.

Practica acestui sport se dovedește a fi foarte utilă, contribuind la crearea unei forme fizice deosebite, la călirea organismului, dobândirea unor calități speciale cum ar fi: rezistența la oboseală, îndemânarea, perseverența, voința fermă, curajul, prudența, calmul, luciditatea, promptitudinea.

Scufundarea liberă se învață în cadrul cursurilor specializate ale diferitelor organizații și asociații de profil și practicată în mod rațional. În cadrul cursurilor sunt însușite noțiuni teoretice asupra mediului acvatic, fizica și fiziologia scufundării în apnee, echipamentul specific și utilizarea acestuia. Scufundarea liberă se face în practică după o tehnică a cărei învățare și perfecționare necesită atenție și perseverență.
Cele mai cunoscute activități de scufundare în apnee sunt explorarea, vânătoare subacvatică, fotografia subacvatică, iar recent au fost incluse în cadrul asociațiilor și organizațiilor specializate activități noi cum ar fi rugby subacvatic, hochei subacvatic și tir subacvatic.

## Caracteristici fiziologice ale scufundării în apnee
Scufundarea în apnee produce modificări importante în organism. Apneea prin oprirea voluntară a respirației, produce modificări ale compoziției și volumului de gaz intrapulmonar, ale schimbului alveolo-capilar, nivelului de oxigen și dioxid de carbon dizolvat în sânge. La acestea se adaugă efectele mediului ambiant (presiunea exterioară și temperatura apei).
- Durata apneii - depinde de capacitatea fizică și psihică a scufundătorului, antrenament și de procentul de oxigen din plămâni la începutul apneii
- Hiperventilația - prin efectuarea de mai multe inspirații profunde, se reduce nivelul de dioxid de carbon din plămîni, întârziindu-se apariția reflexului respirator (nevoia de respirație), mărindu-se astfel durata apneii
- Egalizarea presiunii din urechea medie și sinusuri - o dată cu începerea coborârii, datorită creșterii presiunii exterioare, apare un dezechilibru între presiunile care acționează de o parte și de alta a timpanului și anume între presiunea mediului acvatic exterior care crește cu adâncimea și presiunea aerului din urechea medie care rămâne la valoarea presiunii atmosferice. Înainte ca diferența de presiune să devină foarte mare, trebuie introdus aer din faringe în urechea medie prin trompa lui Eustache, egalizând astfel presiunile de o parte și alta a timpanului. Cea mai eficientă metodă de echilibrare este manevra Valsalva care constă în strângerea nasului între degete și suflarea de aer în nas pentru a forța aerul din faringe să deschidă trompa lui Eustache și să pătrundă prin ea către urechea medie.
- Contracția cutiei toracice - diminuarea volumului plămânilor odată cu creșterea presiunii exterioare, urmată de contracția cutiei toracice, până la un volum limită numit volum rezidual. Volumul rezidual determină în mare parte adâncimea de scufundare și se mărește cu vârsta datorită scăderii supleții diafragmei cutiei toracice. Suplețea diafragmei cutiei toracice se poate îmbunătății prin exerciții speciale de Yoga.
- Vasoconstricție - contracția vaselor sanguine periferice datorită presiunii exterioare și temperaturii mai scăzute a apei

## Accidente specifice
- Hipercapnia - excesul de dioxid de carbon dizolvat în țesuturi și sânge datorită unui efort fizic prea ridicat; poate conduce la apariția inspirației reflexe în timp ce scufundătorul se află sub apă, urmat de înec
- Hipoxia - se datorează unei hiperventilații excesive ce conduce la scăderea anormală a concentrației de bioxid de carbon, avînd ca urmare dispariția nevoii de inspirație (concentrație insuficientă de oxigen în țesuturi) și apariția unei sincope la adâncime
- Sincopa de 7 metri - apare în timpul ridicării la suprafață a scufundătorului; datorită scăderii presiunii exterioare, oxigenul devine mai puțin solubil în sânge, țesuturile și creierul sunt slab irigate cu oxigen, ducând la apariția pierderii de cunoștință, urmată de înec
- Surmenajul cardiac - apare datorită unor apnei lungi și repetate, cu perioade de repaus prea scurte, precum și variațiilor de temperatură.

### Sfaturi generale pentru evitarea accidentelor
- înainte de perioada în care urmează să se efectueze scufundări în apnee este necesară realizarea unei pregătiri fizice dirijate (înot, alergare)
- scufundarea în apnee trebuie practicată întotdeauna în doi (cel puțin); în timpul scufundării, cel de-al doilea scufundător supraveghează de la suprafață scufundătorul aflat în imersie
- la coborârea sub apă nu trebuie așteptat să apară durerile de urechi pentru a echilibra presiunea apei care acționează pe timpane; în tot timpul coborârii trebuie efectuată compensarea vizorului, suflând aer pe nas
- nu trebuie practicată în exces hiperventilația, deoarece există riscul apariției unei sincope la suprafață sau sub apă, în timpul ridicării la suprafață
- scufundătorul în apnee trebuie să se pregătească să respire fără a exagera inspirația și expirația relaxându-se în poziție orizontală cu fața în sus la suprafața apei;
- nu trebuie efectuate scufundări după o expunere prelungită la soare, existând pericolul unui șoc termic
- după masă trebuie să se aștepte 3...4 ore; aceasta deoarece digestia mobilizează o parte a masei sanguine, fapt ce este în general puțin favorabil practicării unei activități sportive;
- prezența scufundătorului trebuie semnalizată ambarcațiunilor printr-o geamandură
- nu trebuie niciodată atinse sau depășite limitele proprii fiecărui scufundător.

## Competiții
Scufundarea liberă în cadrul competițiilor cuprinde mai multe discipline care se desfășoară în bazin sau în apă deschisă (lac sau mare) și este organizată și asistată de către AIDA International și CMAS.

### Discipline în bazin
- Apnee statică - constă în ținerea respirației un timp cât mai îndelungat
- Apnee dinamică fără labe de înot - parcurgerea înot a unei distanțe cât mai mari pe orizontală fără labe de înot
- Apnee dinamică cu labe de înot - parcurgerea unei distanțe pe orizontală cu labe de înot
- Apnee semi-fond - parcurgerea unei distanțe (de regulă 300 m) în cel mai scurt timp

### Discipline în apă deschisă
În toate aceste discipline, scufundătorul are la dispoziție un cablu-ghid pentru coborâre și urcare la suprafață.
- Apnee cu greutate constantă cu labe de înot - scufundătorul trebuie să atingă cea mai mare adâncime urmând cablul ghid atât la coborâre cât și la urcare fără să se folosească de acesta și fără a lesta centura de lestare.
- Apnee cu greutate constantă fără labe de înot - este o disciplină introdusă recent, în anul 2003
- Apnee în imersie liberă - constă în atingerea unei adâncimi cât mai mari prin utilizarea cablului ghid atât la coborâre cât și la urcare
- Apnee cu greutate variabilă - scufundătorul folosește pentru coborăre o placă lestată (15...30 kg), iar la urcare se trage de cablul-ghid sau înoată pe lângă acesta cu labele de înot
- Apnee no-limit - scufundătorul coboară până la cea mai mare adâncime cu placa lestată, urcarea fiind efectuată cu ajutorul unui balon subacvatic special.

## Recorduri actuale
Recorduri omologate de AIDA International până la data de 29.11.2013 
- Apnee statică

Masculin: 11 min 35 sec, Stéphane Mifsud, 2009-06-08, Hyères, Var, Franța; 19 min 21 sec, Peter Colat, 2010-02-16, St. Gallen, Elveția (respirare de O2 timp de 10 minute înainte de scufundare)
Feminin: 9 min 02 sec, Natalia Molchanova, 2013-06-29, Belgrad, Serbia
- Apnee dinamică cu labe de înot

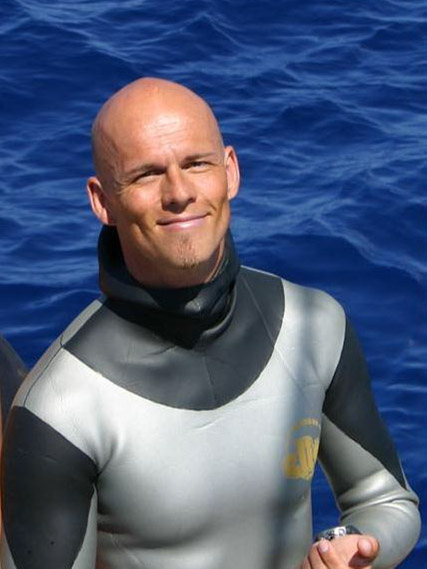
Herbert Nitsch, deținătorul recordului mondial

Masculin: 281 m, Goran Čolak, 2013-06-28, Belgrad, Serbia
Feminin: 234 m, Natalia Molchanova, 2013-06-28, Belgrad, Serbia
- Apnee dinamică fără labe de înot

Masculin: 225 m, Goran Čolak, 2013-11-21, Pančevo, Serbia
Feminin: 182 m, Natalia Molchanova, 2013-06-27, Belgrad, Serbia
- Apnee cu greutate constantă cu labe de înot

Masculin: 128 m, Alexey Molchanov, 2013-09-19, Kalamata, Grecia
Feminin: 101 m, Natalia Molchanova, 2011-09-22, Kalamata, Grecia
- Apnee cu greutate constantă fără labe de înot

Masculin: 101 m, William Trubridge, 2010-12-16, Dean's Blue Hole, Long Island, Bahamas
Feminin: 69 m, Natalia Molchanova, 2013-09-16, Kalamata, Grecia
- Apnee în imersie liberă

Masculin: 121 m, William Trubridge, 2011-04-10, Dean's Blue Hole, Long Island, Bahamas
Feminin: 91 m, Natalia Molchanova, 2013-09-21, Kalamata, Grecia
- Apnee cu greutate variabilă

Masculin: 145 m, William Winram, 2013-09-03, Sharm el-Sheikh, Egipt
Feminin: 127 m, Natalia Molchanova, 2012-06-06, Sharm el-Sheikh, Egipt
- Apnee no-limit

Masculin: 214 m, Herbert Nitsch, 2007-06-14, Spetses, Grecia
Feminin: 160 m, Tanya Streeter, 2002-08-17, Turks și Caicos

## Scufundători în apnee celebri
| - Francisco Ferreras Pipin - Herbert Nitsch - Martin Štěpánek Arhivat în 10 noiembrie 2006, la Wayback Machine. - Lotta Ericson - Tanya Streeter Arhivat în 17 februarie 2009, la Wayback Machine. - Mandy-Rae Cruickshank - Umberto Pelizzari - Loïc Leferme Arhivat în 14 mai 2010, la Wayback Machine. - Stig Aavall Severinsen Arhivat în 22 august 2007, la Wayback Machine. - Carlos Coste |  | - Frederic Buyle - Tom Sietas - Ryuzo Shinomiya - Pierre Frolla - Patrick Musimu - Gianluca Genoni - Yasemin Dalkilic - David Lee - Deborah Andollo Arhivat în 17 martie 2007, la Wayback Machine. - Jacques Mayol |  | - Enzo Maiorca - Karol Meyer[nefuncțională – arhivă] - Ant Williams - Benjamin Franz - Stephane Mifsud - Mehgan Heaney-Grier - Andy Le Sauce - Nathalie Desreac Arhivat în 18 februarie 2007, la Wayback Machine. - Kristijan Curavic - Sebastien Murat Arhivat în 7 februarie 2005, la Wayback Machine. |

## Organizații și asociații
- AIDA - International
- CMAS Arhivat în 9 mai 2008, la Wayback Machine.
- British Freediving Association
- United States Apnea Association
- Immersion-Profonde Arhivat în 13 ianuarie 2009, la Wayback Machine.
- Apnea Academy

## Reviste online
- Apnea Magazine
- Apnea Arhivat în 4 octombrie 2006, la Wayback Machine.
- Hawaii Skin Diver
- Fins Magazine Arhivat în 28 iunie 2010, la Wayback Machine.

## Firme producătoare
| - Bastiasub Arhivat în 14 aprilie 2009, la Wayback Machine. Costum din neopren - Breier Labe de înot - C4carbon Labe de înot - Combi Arhivat în 13 mai 2008, la Wayback Machine. Costume neopren - Cressi-Sub Arhivat în 3 iunie 2009, la Wayback Machine. Echipament complet - Dapiran Echipament complet - Dessault Echipament complet - Europalmus Arhivat în 2 octombrie 2009, la Wayback Machine. Labe de înot - Imersion Echipament complet - Mares Echipament complet |  | - Metalsub Echipament complet - Omersub Echipament complet - Picasso Echipament complet - Polosub costum din neopren - Sommap Echipament complet - Soprassub Echipament complet - Spierre Labe de înot - Sporasub Echipament complet |  |